# Алимхан, Жунисбек
Алимхан Жунисбек (12 мая 1938 — 17 августа 2021) — советский и казахстанский специалист в области казахской фонетики, правописания и орфографии, сингармонизма, преподавания и методики казахского языка. Доктор филологических наук, профессор, тюрколог, член Национальной комиссии по переводу казахского алфавита на латиницу. Один из создателей казахского алфавита на основе латиницы.

## Биография
Родился 12 мая 1938 года в селе Каргалы Шаулдырского района (ныне Отырарский район) Южно-Казахстанской (Туркестанской) области.
В 1955 году окончил казахскую среднюю школу в Туркестане. С 1958 по 1963 год учился на кафедре казахского языка и литературы филологического факультета Казахского государственного университета им. С. М. Кирова в г. Алматы (ныне Казахский национальный университет им. Аль-Фараби). С 1964 по 1967 год учился в аспирантуре Ленинградского государственного университета имени А. Жданова.
В 1969 году под руководством профессора Ленинградского университета Л. Р. Зиндера защитил кандидатскую диссертацию по теме «Гласные звуки казахского языка». В 1989 году защитил докторскую диссертацию по теме «Просодика слов в тюркских языках и сингармонизм в казахском языке».
С 1963 г. и до конца жизни занимал различные научные должности в Институте языкознания им. А. Байтурсынова.
Скончался 17 августа 2021 года в Алматы.

## Научная деятельность
Автор около 200 научных работ, около 15 методических и учебных пособий и монографий. Под его руководством подготовлено 2 доктора наук и 10 кандидатов наук.
1. «Қазақ грамматикасы» (2002)
2. «Қазақ фонетикасы» (2009)
3. «Введение в сингармоническую фонетику» (2009)
4. «Қазақша-орысша фонетикалық сөздік» (2009)
5. «Латын әліпбиіндегі оргтехника құрастырудың лингвистикалық негіздемесі»
6. «Қазақ тіл білімінің мәселелері» (2018)

## Награды и звания
1. Доктор филологических наук (1989)
2. Профессор (1999)
3. Нагрудный знак «За заслуги в развитии науки в Республике Казахстан» (2007)
4. Медаль «За трудовое отличие» (2011)